# NGC 6935
NGC 6935 је спирална галаксија у сазвежђу Индијанац која се налази на NGC листи објеката дубоког неба.
Деклинација објекта је - 52° 6' 37" а ректасцензија 20h 38m 20,0s. Привидна величина (магнитуда) објекта NGC 6935 износи 11,9 а фотографска магнитуда 12,8. NGC 6935 је још познат и под ознакама ESO 234-59, FAIR 906, AM 2034-521, IRAS 20346-5217, PGC 65112.